# Joseph F. Smith
Joseph F. Smith, Sr (13 de noviembre de 1838-19 de noviembre de 1918) fue un religioso y sexto presidente de La Iglesia de Jesucristo de los Santos de los Últimos Días desde 1901 cuando murió su predecesor Lorenzo Snow hasta su muerte en 1918. Fue el último presidente de la iglesia en conocer personalmente al fundador de la Iglesia de Jesucristo de los Santos de los Últimos días a Joseph Smith (hijo).
Como Presidente de La Iglesia de Jesucristo de los Santos de los Últimos Días es considerado como profeta, vidente y revelador de Dios con derecho a la revelación en favor de todo el género humano.

## Familia
- Julina Lambson (18 de julio de 1849 - 10 de enero de 1936). Casada el 6 de mayo de 1866.
  - Edward Arthur Smith (Adoptado) (1 de noviembre de 1858 Brampton, Inglaterra - 17 de julio de 1911 Raymond, Canadá)
  - Mercy Josephine Smith (14 de agosto de 1867-6 de junio de 1870)
  - Mary Sophronia Smith (7 de octubre de 1869-5 de enero de 1948)
  - Donette Smith (17 de septiembre de 1872-15 de septiembre de 1961)
  - Joseph Fielding Smith, Jr. (19 de julio de 1876-2 de julio de 1972)
  - David Asael Smith (24 de mayo de 1879-6 de abril de 1952)
  - George Carlos Smith (14 de octubre de 1881-23 de febrero de 1931)
  - Julina Clarissa Smith (10 de febrero de 1884-1 de agosto de 1923)
  - Elias Wesley Smith(21 de abril de 1886 Laie, Hawái - 28 de diciembre de 1970)
  - Emily Jane Smith (11 de septiembre de 1888-12 de diciembre de 1982)
  - Rachael Smith (11 de diciembre de 1890-14 de diciembre de 1986)
  - Edith Eleanor Smith (3 de enero de 1894-21 de mayo de 1987)
  - Marjorie Virginia Smith (adoptada) 7 de diciembre de 1906-17 de noviembre de 1994)

- Sarah Ellen Richards (24 de agosto de 1850-22 de marzo de 1915). Casada el 1 de marzo de 1868.  Sarah fue una hija de Willard Richards y su esposa Sarah Longstroth.[1]
  - Sarah Ellen Smith (5 de febrero de 1869-11 de febrero de 1869)
  - Leonora Smith (30 de enero de 1871-23 de diciembre de 1907)
  - Joseph Richards Smith (22 de febrero de 1873-2 de octubre de 1954)
  - Heber John Smith (3 de julio de 1876-3 de marzo de 1877)
  - Rhoda Ann Smith (20 de julio de 1878-6 de julio de 1879)
  - Minerva Smith (30 de abril de 1880-24 de enero de 1958)
  - Alice Smith (27 de julio de 1882-29 de abril de 1901)
  - Willard Richards Smith (20 de noviembre de 1884-11 de septiembre de 1972)
  - Franklin Richards Smith (12 de mayo de 1888-25 de diciembre de 1967)
  - Jeanetta Smith (25 de agosto de 1891-27 de enero de 1932)
  - Asenath Smith (28 de diciembre de 1896-3 de agosto de 1982)

- Edna Lambson (3 de marzo de 1851-28 de febrero de 1926). Casada el 5 de mayo de 1871. Era la hermana de Julina Lambson, que también fue una de las mujeres de Smith.
  - Hyrum Mack Smith (21 de marzo de 1872-23 de enero de 1918)
  - Alvin Fielding Smith (19 de julio de 1874-4 de enero de 1948)
  - Alfred Jason Smith (13 de diciembre de 1876-6 de abril de 1878)
  - Edna Melissa Smith (6 de octubre de 1879-26 de octubre de 1958)
  - Albert Jesse Smith (16 de septiembre de 1881-25 de agosto de 1883)
  - Robert Smith (12 de noviembre de 1883-4 de febrero de 1886)
  - Emma Smith (21 de agosto de 1888-28 de diciembre de 1969)
  - Zina Smith (11 de octubre de 1890-25 de octubre de 1915)
  - Ruth Smith (21 de diciembre de 1893-17 de marzo de 1898)
  - Martha Smith (12 de mayo de 1897-7 de agosto de 1977)

- Alice Ann Kimball (6 de septiembre de 1858-19 de diciembre de 1946). Casada el 6 de diciembre de 1883. Alice era la hija de Heber C. Kimball y al gemeral de Andrew Kimball, padre de Spencer W. Kimball.
  - Charles Coulson Smith (adoptado) (19 Nov. 1881-20 de abril de 1933)
  - Heber Chase Smith (adoptado) (19 Nov. 1881-29 Dec. 1971)
  - Alice May Smith (adoptada) (11 Oct. 1877-20 Oct. 1920)
  - Lucy Mack Smith (14 de abril de 1890-24 de noviembre de 1933)
  - Andrew Kimball Smith (6 Jan 1893-23 de agosto de 1951)
  - Jesse Kimball Smith (21 de mayo de 1896-9 de junio de 1953)
  - Fielding Kimball Smith (9 de abril de 1900-20 de octubre de 1974)

- Mary Taylor Schwartz (30 de abril de 1865-5 de diciembre de 1956). Casada el 13 de enero de 1884. Mary era la hija de Agnes Taylor y la sobrina del presidente de la iglesia John Taylor.
  - John Schwartz Smith (20 de agosto de 1886-3 de agosto de 1889)
  - Calvin Schwartz Smith (29 de mayo de 1890-15 de junio de 1966)
  - Samuel Schwartz Smith (26 de octubre de 1892 Franklin, Idaho - 10 de mayo de 1983)
  - James Schwartz Smith (13 de noviembre de 1894 Franklin, Idaho - 6 de noviembre de 1950)
  - Agnes Smith (3 de noviembre de 1897-9 de marzo de 1966)
  - Silas Schwartz Smith (3 de enero de 1900-23 de abril de 1986)
  - Royal Grant Smith (21 de mayo de 1906-30 de mayo de 1971)

| Predecesor: Lorenzo Snow | Presidente de La Iglesia de Jesucristo de los Santos de los Últimos Días 17 de octubre de 1901– 19 de septiembre de 1918 | Sucesor: Heber J. Grant |